# Villa rava
Villa rava är en tvåvingeart som beskrevs av Roberts 1928. Villa rava ingår i släktet Villa och familjen svävflugor. Inga underarter finns listade i Catalogue of Life.